# Spodnja Senica
Spodnja Senica je naselje v Občini Medvode.
Leži na levem bregu reke Sore in spada v osrednje slovensko regijo. 
Krajevna skupnost Senica združuje  Spodnjo Senico, Zgornjo Senico in Ladjo, ki so gručasta naselja na robu Sorškega polja.
To območje je bilo poseljeno že v času antike, dokaz za to je rimsko grobišče, ki je bilo najdeno med gradnjo železnice. Škofjeloški zbornik pa navaja, da je v 16. stoletju pod starološko gospostvo spadal tudi grunt na Senici.